# Charles Elliot (Admiral)
Sir Charles Gilbert John Brydone Elliot-Murray-Kynynmound, KCB (* 12. Dezember 1818 in Minto House, Roxburghshire, Schottland; † 21. Mai 1895 in Southampton, Hampshire, England) war ein britischer Seeoffizier der Royal Navy und zuletzt Flottenadmiral, der unter anderem zwischen 1864 und 1866 Oberkommandierender der Marinestation Südostküste Amerikas (Commander-in-chief, South East Coast of America Station), von 1870 bis 1873 Oberkommandierender der Marinestation Sheerness (Commander-in-Chief, Sheerness) sowie schließlich zwischen 1880 und 1881 Oberkommandierender der Marinebasis Devonport in Plymouth (Commander-in-Chief, Devonport) war.

## Leben

### Familiäre Herkunft, Ausbildung und Verwendungen als Seeoffizier

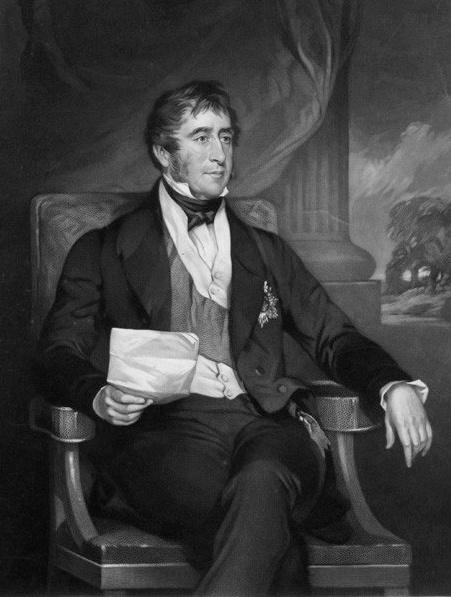
Charles Elliot war der dritte Sohn des Politikers und Diplomaten Gilbert Elliot-Murray-Kynynmound, 2. Earl of Minto.

Charles Gilbert John Brydone Elliot-Murray-Kynynmound war der dritte Sohn des Politikers und Diplomaten Gilbert Elliot-Murray-Kynynmound, 2. Earl of Minto (1782–1859), der Mitglied des Unterhauses (House of Commons) und nach dem Erbe des Titels als 2. Earl of Minto 1814 Mitglied des Oberhauses (House of Lords) war sowie von 1835 bis 1841 als Erster Lord der Admiralität und zwischen 1846 und 1852 als Lordsiegelbewahrer fungierte, und dessen Ehefrau Mary Brydone († 1853).
Zu seinen neun Geschwistern gehörten unter anderem sein ältester Bruder William Hugh Elliot-Murray-Kynynmound (1814–1891), der ebenfalls Mitglied des Unterhauses und nach dem Erbe des Titels als 3. Earl of Minto 1859 Mitglied des Oberhauses war. Seine ältere Schwester Lady Mary Elizabeth Elliot-Murray-Kynynmound (1815–1814) war die Ehefrau des Diplomaten Ralph Abercromby, 2. Baron Dunfermline (1803–1868), der unter anderem Gesandter in der Toskana sowie Gesandter beim Deutschen Bund war und 1858 als 2. Baron Dunfermline auch Mitglied des Oberhauses wurde. Sein älterer Bruder Sir Henry Elliot (1817–1907) war Diplomat und unter anderem Gesandter beim Heiligen Stuhl sowie Gesandter in Österreich. Seine Schwester Lady Charlotte Mary Elliot-Murray-Kynynmound († 1899) war mit dem Unterhausmitglied Melville Portal (1819–1904) verheiratet. Seine jüngere Schwester Lady Frances Anna Maria Elliot-Murray-Kynynmound (1820–1898) war die zweite Ehefrau des Whig-Politikers John Russell, 1. Earl Russell (1792–1878), der unter anderem zwischen 1846 und 1852 sowie erneut von 1865 bis 1866 Premierminister war.

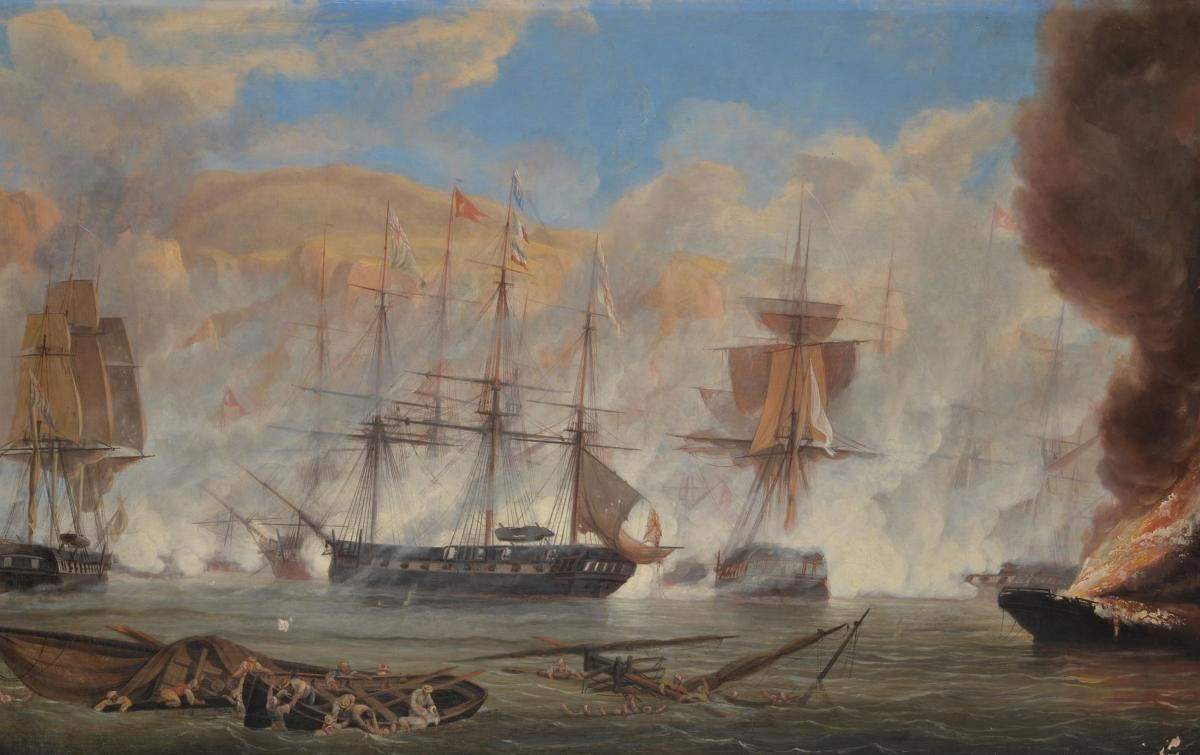
Commander Elliot war von 1840 bis 1841 Kommandant der Sloop HMS Hazard.

Charles Elliot trat am 6. Mai 1832 in Royal Navy ein und wurde nach seiner Ausbildung zum Seeoffizier am 27. Juni 1832 zum Lieutenant befördert. In der Folgezeit diente er vom 18. bis 27. Juni 1838 kurzzeitig unter der Kommando von Captain Adolphus FitzClarence auf dem Linienschiff HMS Royal George sowie zwischen dem 28. Juni und dem 26. Oktober 1838 unter dem Kommando von Captain Hyde Parker auf dem zur Mittelmeerflotte (Mediterranean Fleet) gehörenden Linienschiff HMS Rodney. Anschließend blieb er in der Mittelmeerflotte und fand vom 27. Oktober 1838 bis zum 15. Juli 1840 zunächst Verwendung unter dem Kommando von Captain Henry Codrington auf der Fregatte HMS Talbot. Nach seiner Beförderung zum Commander am 16. Juli 1840 war er bis zum 15. August 1841 Kommandant der Sloop HMS Hazard, mit der er während des Ägyptisch-Osmanischen Krieges (1839 bis 1841) 1840 Operationen an der Küste Syriens durchführte.
Nach seiner Beförderung zum Captain am 16. August 1841 war Charles Elliot vom 26. September 1841 bis zum 2. September 1845 der HMS Spartan, die zur Marinestation Nordamerika und Westindien (North America and West Indies Station) gehörte. Nach verschiedenen anderen Verwendungen war er zwischen dem 23. Mai 1853 und dem 13. Mai 1858 Kommandant der zur Marinestation Ostindien (East Indies Station) gehörenden HMS Sybille, mit der am Zweiten Opiumkrieg (1856 bis 1860) teilnahm. Für seine dortigen Verdienste wurde er am 12. September 1857 zum Companion des Order of the Bath (CB) ernannt. Am 27. April 1859 wurde er wieder zum Mittelmeerflotte versetzt und war bis zum 26. Oktober 1860 Kommandant der HMS Cressy, die bis Juli 1859 noch zum Kanal-Geschwader (Channel Squadron) gehörte, sowie im Anschluss zwischen dem 27. Oktober 1860 und dem 23. August 1861 Kommandant des 101-Kanonen-Linienschiffs HMS St Jean d’Acre.

### Aufstieg zumAdmiral of the Fleet
Charles Elliot wurde am 5. August 1861 zum Rear-Admiral befördert und übernahm am 9. April 1864 von Konteradmiral Richard Warren den Posten als Oberkommandierender der Marinestation Südostküste Amerikas (Commander-in-chief, South East Coast of America Station). Dieses Kommando hatte er bis zum 18. Mai 1866 inne und wurde daraufhin von Konteradmiral George Ramsay abgelöst. Zunächst war sein Flaggschiff das Linienschiff HMS Bombay, bis dieses am 14. Dezember 1864 Feuer fing, explodierte und sank, und woraufhin am 3. April 1865 die Fregatte HMS Narcissus sein neues Flaggschiff wurde.
Er erhielt am 6. April 1866 seine Beförderung zum Vice-Admiral und löste am 1. Juli 1870 abermals Vizeadmiral Richard Warren als Oberkommandierender der Marinestation Sheerness (Commander-in-Chief, Sheerness) ab. Er behielt diese Funktion bis zum 11. Februar 1873, woraufhin Vizeadmiral George Fowler Hastings seine dortige Nachfolge antrat. Am 8. Februar 1873 wurde er zum Admiral befördert und wurde zuletzt am 9. Januar 1880 als Nachfolger von Admiral Sir Arthur Farquhar Oberkommandierender der Marinebasis Devonport in Plymouth (Commander-in-Chief, Devonport). Auf diesem Posten blieb er bis zum 1. Dezember 1881 und wurde daraufhin von Admiral Sir William Houston Stewart abgelöst. Am 24. Mai 1881 wurde er als Knight Commander des Order of the Bath (KCB) geadelt, so dass er fortan das Prädikat „Sir“ führte. Mit seinem Ausscheiden aus dem Posten als Commander-in-Chief, Sheerness wurde er am 1. Dezember 1881 auch zum Admiral of the Fleet befördert. Am 12. Dezember 1888 schied er nach 56 Dienstjahren aus dem aktiven Militärdienst und trat in den Ruhestand.
Charles Elliot war zwei Mal verheiratet. Aus seiner am 8. Dezember 1863 geschlossenen Ehe mit Louisa Blackett († 1870), Tochter von Sir Edward Blackett, 6. Baronet (1805–1885), gingen vier Söhne hervor, von denen drei bereits im Säuglings- beziehungsweise Kindesalter verstarben. Am 4. Februar 1874 heiratete er in zweiter Ehe Lady Harriette Emily Liddell (1835–1913), deren Vater Henry Liddell, 1. Earl of Ravensworth (1797–1878) Mitglied des Unterhauses sowie nach dem Erbe des Titels als 2. Baron Ravensworth Mitglied des Oberhauses war und zudem 1874 zum 1. Earl of Ravensworth, of Ravensworth Castle in the County of Durham, erhoben wurde. Aus dieser Ehe gingen zwei Töchter hervor.

## Hintergrundliteratur
- Tony Heathcote: The British Admirals of the Fleet 1734–1995, Pen & Sword, 2002, ISBN 0-85052-835-6.